# صموئيل برنارد
صموئيل برنارد (بالفرنسية: Samuel-Jacques Bernard)‏ هو رسام فرنسي، ولد في 8 نوفمبر 1615 في باريس في فرنسا، وتوفي بنفس المكان في 24 يونيو 1687.